# Adam Hobzik
Adam Hobzik (* 27. Juni 1985) ist ein tschechischer Badmintonspieler. Er ist der Sohn des tschechischen Badmintonspielers Richard Hobzik.

## Karriere
Adam Hobzik gewann von 2001 bis 2003 vier tschechische Juniorenmeistertitel. Im letztgenannten Jahr war er erstmals bei den Erwachsenen im Herrendoppel mit Jiří Provazník erfolgreich, was sein einziger nationaler Titelgewinn blieb.

## Sportliche Erfolge
| Saison | Veranstaltung                                   | Disziplin    | Platz | Name                             |
| ------ | ----------------------------------------------- | ------------ | ----- | -------------------------------- |
| 2001   | Tschechische Einzelmeisterschaften der Junioren | Herrendoppel | 1     | Stanislav Kohoutek / Adam Hobzik |
| 2002   | Tschechische Einzelmeisterschaften der Junioren | Herrendoppel | 1     | Stanislav Kohoutek / Adam Hobzik |
| 2003   | Tschechische Einzelmeisterschaften der Junioren | Herreneinzel | 1     | Adam Hobzik                      |
| 2003   | Tschechische Einzelmeisterschaften der Junioren | Herrendoppel | 1     | Adam Hobzik / Rostislav Peniska  |
| 2003   | Tschechische Einzelmeisterschaften              | Herrendoppel | 1     | Jiří Provazník / Adam Hobzik     |